# Johannes Beleites
Johannes Beleites (* 23. März 1967 in Halle (Saale)) ist ein Diplom-Jurist und Historiker, der sich in der DDR in der kirchlichen Umwelt- und Friedensbewegung engagierte. 
Am 21. Februar 2024 wurde er zum Landesbeauftragten des Landes Sachsen-Anhalt zur Aufarbeitung der SED-Diktatur gewählt.

## Leben
Beleites ist der Sohn eines Pfarrers und wuchs in Trebnitz auf. Sein Bruder ist Michael Beleites. Nach Abschluss der zehnklassigen Oberschule durfte er aus politischen Gründen kein Abitur machen, sondern absolvierte eine Lehre als Elektromonteur und arbeitete danach kurze Zeit als Betriebselektriker. Er engagierte sich in der DDR in der kirchlichen Umwelt- und Friedensbewegung und holte bis 1989 an der Volkshochschule in Leipzig sein Abitur nach. Vor der Wende nahm er in Leipzig aktiv an der Friedlichen Revolution teil und dokumentierte sie ausführlich, u. a. durch Fotografien. Nach dem Fall der Mauer setzte Beleites sich vielfältig bei der Auflösung des Ministeriums für Staatssicherheit ein und wirkte bei der Erstellung des ersten Stasi-Unterlagen-Gesetzes (StUG) mit. Nach der Wiedervereinigung studierte er Jura in Göttingen und Berlin. Er arbeitete zunächst in der Forschungsabteilung der Gauck-Behörde, später wurde er Studienleiter der Evangelischen Akademie Thüringen in Neudietendorf, danach freier Publizist.
Am 21. Februar 2024 wurde er vom Landtag von Sachsen-Anhalt in Magdeburg mit 81 Stimmen (von 92 abgegebenen Stimmen) zum neuen Landesbeauftragten des Landes Sachsen-Anhalt zur Aufarbeitung der SED-Diktatur gewählt. Er tritt damit die Nachfolge von Birgit Neumann-Becker an, die dieses Amt elf Jahre innehatte.
Am 31. März 2025 erschien der Tätigkeitsbericht  2024 des Beauftragten des Landes Sachsen-Anhalt zur Aufarbeitung der SED-Diktatur, der die Aufgaben, die Johannes Beleites in seinem ersten Dienstjahr  bearbeitet hat, ausführlich beschreibt.
Johannes Beleites ist verheiratet und lebt mit seiner Familie in Thüringen im Landkreis Saalfeld-Rudolstadt.

## Publikationen (Auswahl)
- Schwerin, Demmlerplatz. – die Untersuchungshaftanstalt des Ministeriums für Staatssicherheit in Schwerin[Herausgegeben vom Landesbeauftragten für Mecklenburg-Vorpommern für die Unterlagen des Staatssicherheitsdienstes der ehemaligen DDR in Zusammenarbeit mit der Bundesbeauftragten für die Unterlagen des Staatssicherheitsdienstes der ehemaligen DDR], Schwerin 2011, ISBN 978-3-933255-12-9
- Anatomie der Staatssicherheit ; Teil 3,9 ; Abteilung XIV: Haftvollzug, (zus. mit S. Suckut), Berlin 2009, ISBN 978-3-942130-11-0
- Beiträge zur Geschichte des Strafvollzuges und der politischen Strafjustiz in Mecklenburg-Vorpommern, Rostock 2006, ISBN 3-938686-74-X